# へんたつ
『へんたつ』は、同人サークル「irodori」によって制作された短編アニメ。2018年1月より監督であるたつきのTwitterおよびYouTubeで2018年と2019年に不定期に公開された。2020年1月より3月までアニメがスポットCM枠で放送された。放送時のタイトルはそのまま「へんたつ」だが、YouTubeの配信ページでは『へんたつTV版』と表記されており、のちにBlu-rayが発売された際の商品名にも、このタイトルが踏襲されている。
irodoriのメンバーであるたつきと、「平安」こと伊佐佳久を女体化・獣化させたキャラクターの日常会話を描いた作品。

## 概要
特に大きな物語は存在しておらず、1話完結のエッセイ風作品である。主に鬼と猫の二人の会話で進行するが、第1話と第12話では謎の敵とのアクション場面が描かれた。舞台は中野ブロードウェイとおぼしき場所から始まり、やがて中野区から新宿駅周辺を巡りながらお台場に移動し、最後には新宿都庁ビルとおぼしき場所に到達する。
会話の内容は、物語のアイディアや、同人活動の思い出、幼少期のエピソードなど多岐にわたる。第5話では放送枠が前後していた『Fate/Grand Order -絶対魔獣戦線バビロニア-』と『マギアレコード 魔法少女まどか☆マギカ外伝』に言及し、猫役の声優である門脇舞以と会話を交わすなどメタフィクション的な要素が現れ、第7話では「TVアニメみたいやな」と言い出すなど、キャラクターは自分たちがアニメの登場人物であることに自覚的である。舞台となる東京は、2人以外には人影もなく、ところどころ廃墟化していることが回を追うごとに明らかになっていく。第1話のアクション場面は、鬼の考えたアニメの筋立てであることがすぐに明らかにされるが、第12話でのアクション場面は、この世界の現実で起きているかのように描かれており、虚実は曖昧になる。第12話の最後に「新作制作開始」と、irodoriの次回作についての告知が出て、番組はいったん終了したかに見えたが、最終回の翌週に総集編の「第12.5話（おまけ）」が放送。最後に「今度こそおわり」というクレジットが表示され、全13話で終了した。
第1話、第2話、第4話、第8話は、先行して公開されたweb版に新規映像を加えて再編集を施したものである。

## 登場人物
鬼
声 - 高杉薫
ゴシック風な服を着ており、おかっぱ風の髪で、赤い角が二本生えている。右手の手首から先が赤い。
スマホらしきものを操り、武器としてケムリクサを召喚して攻撃を行う。年齢設定は不明だが、自動車の運転が出来る。
関西弁(京都弁ではない)で、犬やネズミの話など、さまざまな会話を猫と繰り広げる。
監督のたつきをモデルにしている。猫からは「監督」と呼ばれる。

猫
声 - 門脇舞以
頭に猫耳がついており、桃色のロングヘアで、眼鏡をかけている。常に右肩を出している。右手の手首から先が桃色。
ペンタブの筆のようなものを操りバリアーを張る描写がある。最終話では空を飛ぶ能力を披露する。
基本的に聞き手に終始している。
作画の平安(伊佐佳久)をモデルにしている。鬼からは「作画監督」と呼ばれる（第11話）
ほかに、門脇舞以と高杉薫が本人役として声のみ登場する回がある。

## Web版
- 監督とか - たつき
- 作画とか - 平安
- 美術とか - ゆっこ

| 配信日          |                       |
| --------------- | --------------------- |
| 2018年 1月31日  | 趣味のアニメです      |
| 2月28日         | 続・趣味のアニメです  |
| 3月31日         | 趣味のアニメ…？でした |
| 4月30日         | 春の息抜き            |
| 5月31日         | ちょっとだけ続き      |
| 6月30日         | もうちょっとだけ続き  |
| 7月31日         | 終わり〜              |
| 2019年 8月3日   | 夏の息抜きアニメ      |
| 9月13日         | 晩夏の息抜きアニメ    |
| 2021年 12月31日 | 大晦日なので！        |

- 2018年1月31日から7月31日にかけて、全8話が月末に監督であるたつきのTwitter上で公開された。当初は正式タイトルもなく「趣味のアニメ」と呼ばれていた。YouTubeでは、第1話から3話まで公開され、8月7日に全8話を1本にまとめた「全話フル」が配信された。2019年には、さらに2本の新作がTwitter上で公開された。この2本は内容が連続しており、のちに再編集されてTV版の第8話となった。

## テレビアニメ
TOKYO MX・群馬テレビ・とちぎテレビ・BS11にて、2020年1月4日より3月28日まで、土曜23時57分ごろからコマーシャルの90秒枠で、全12話+第12.5話（おまけ）の計13話を放送。番組の存在は事前に告知されず、CM枠内での放送のため新聞や雑誌の番組表にも記載がなく、サプライズでのスタートとなった。各話放送後に、監督のたつきのTwitterとYouTubeでも公開された。
キャッチコピーは「鬼と猫とお茶とか。」でBlu-rayの宣伝にも用いられた。
2021年12月31日（金曜日）21時57分から22時に上記4局で、『へんたつ大晦日特別版』を放送。
2022年12月31日（土曜日）23時58分から翌0時に上記4局で、『へんたつ大晦日特技編』を放送予定。

### スタッフ
- 監督とか - たつき
- 作画とか - 伊佐佳久
- 美術とか - 白水優子
- 音 - アニプレックス

### 主題歌
- 「へんたつ」

歌：鬼と猫 (CV:高杉薫・門脇舞以)
作詞：たつき
作曲：西田圭稀
編曲：やしきん・大畑拓也
ボーカル入りのバージョンは第7話のみ使用。Blu-rayの特典CDに収録。
インストゥルメンタル版は、第12話と第12.5話でもBGMとして使用されている。

### 放送局
| 放送期間                                                                      | 放送時間                                                                            | 放送局       | 対象地域 | 備考                  |
| ----------------------------------------------------------------------------- | ----------------------------------------------------------------------------------- | ------------ | -------- | --------------------- |
| 2020年1月4日 - 3月28日 2021年12月31日（特別版） 2022年12月31日（特技編）      | 土曜 23:57 - 日曜 0:00 金曜 21:57 - 22:00（特別版） 土曜 23:58 - 日曜0:00（特技編） | TOKYO MX     | 東京都   |                       |
|                                                                               |                                                                                     | 群馬テレビ   | 群馬県   |                       |
|                                                                               |                                                                                     | とちぎテレビ | 栃木県   |                       |
|                                                                               |                                                                                     | BS11         | 日本全域 | BS放送 / 『ANIME+』枠 |
| シリーズ版は全局『Fate/Grand Order -絶対魔獣戦線バビロニア-』の終了後に放送。 |                                                                                     |              |          |                       |